# Leoniloma
Leoniloma là một chi bướm đêm thuộc họ Erebidae.